# Raymond Wilvers
Raymond Wilvers (né à Gembes (Ardenne belge) en 1948 et mort à Libramont le 18 juin 2008) est un écrivain belge.

## Œuvres
- L'Anar envoûté, poèmes, éd. de La Joyeuserie, Dampicourt, 2003.
- Au paradis de mon enfance, récit autobiographique, chez l'auteur, 2004.
- Le Syndrome de Wilvers, récit autobiographique, suivi de Regards croisés, chez l'auteur, 2004.
- Profession : Receveur de l'Enregistrement, récit autobiographique, éd. de La Joyeuserie, Dampicourt, 2005.
- Daphné, récit, éd. Les Anars Envoûtés, 2007.
- Une Ardeur de stance : Poètes de la Verte Province, anthologie, éd. Les Anars Envoûtés, 2010.
- Les Pieds dans le plat (le ventre en avant...), recueil de sketches, éd. Les Anars Envoûtés, 2021.